# Kars
Kars  (în armeană Ղարս, transliterat: Ghars, în kurdă Կարս, transliterat: Gars) este capitala provinciei cu același nume, Provincia Kars, din regiunea Anatolia de Est, Turcia.